# Ducado de Castro
O ducado de Castro foi um feudo administrado como Estado independente pela família Farnésio de 1537 a 1649, e que compreendia uma pequena faixa territorial na península Itálica, na actual região do Lácio, na fronteira com a Toscana.

## A criação
O ducado de Castro e de Ronciglione foi criado pelo papa Paulo III, da família Farnésio (1534-1549), pela  bula Videlicet immeriti de 31 de outubro de 1537, para consolidar as possessões da sua família e beneficiar o seu filho Pedro Luís Farnésio  (Pier Luigi Farnese) e a sua descendência masculina. O ducado teve uma existência breve, de pouco mais de 110 anos, e foi eclipsado pelas outras possessões que os Farnésio detinham na região de Parma.

## As fronteiras
O ducado de Castro estendia-se do mar Tirreno até ao lago Bolsena, numa faixa de terra delimitada pelos rios Marta e Fiora, indo pelo seu afluente Olpetae até o lago de Mezzano. O ducado de Latera e o condado de Ronciglione estavam incluídos neste ducado.
O ducado de Castro compreendia as seguintes localidades atuais: Castro (que pela sua posição estratégica torna-se na capital), Montalto, Musignano, Ponte della Badia, Canino, Cellere, Pianiano, Arlena, Tessennano, Piansano, Valentano, Ischia, Gradoli, Grotte, Borghetto, Bisenzio, Capodimonte, Marta, ilhas de Bisentina e Martana, Ronciglione, Caprarola, Nepi, Carbognano, Fabrica di Roma, Canepina, Vallerano, Vignanello, Corchiano et Castel Sant'Elia.

## Castro, capital do ducado
Castro era a capital e a residência do duque. Trata-se de uma antiga cidade nas proximidades do rio Fiora e que se situa no coração da Etrúria meridional, na Maremma do Lácio, hoje localizada no território da comuna de Ischia di Castro, Província de Viterbo. Foi destruída em 1649, após o cerco e deportação dos seus habitantes.
Suas origens remontam à pré-história, tendo sido encontrados vestígios nas localidades de Chiusa del Vescovo e de Infernaccio. Os etruscos acabam por aí instalar uma cidade, talvez Statonia. Foram encontradas necrópoles, com numerosas esculturas, como a Tomba della Biga, descoberta por arqueólogos belgas em 1967.
Na Idade Média, o castelo pertenceu a uma mulher e, por essa situação singular, é-lhe dado o nome de Castrum Felicitatis. A localidade vai crescendo tornando-se numa cidade que obtém certa autonomia comunal sob a autoridade papal que a defendeu dos senhores toscanos e ametinos.
Em 1527, uma rebelião liderada por Antonio Scaramiccia e Giacomo (Jacopo) Caronio tenta tomar o poder e organiza um golpe de estado. É solicitada a protecção a Pedro Luís Farnésio que entra pacificamente na cidade, sendo bem acolhido pelos habitantes. Clemente VII, obrigado a refugiar-se em Orvieto por causa do saque de Roma realizado pelos lansquenete, descobre então a situação e ordena a Pedro Luís que abandone Castro e, de imediato, o papa solicita a Gian Galeazzo Farnésio, primo de Pedro Luís e senhor de Latera, de infligir uma punição exemplar aos habitantes de Castro. · 
Na madrugada de 28 de dezembro, que por ironia é o dia dedicado a São Inocêncio, Gian Galeazzo entra na cidade e saqueia Castro. O saque é descrito em 1575 pelo notário Domenico Angeli, habitante de Castro em De Depraedatione Castrensium et suae Patriae Historia. Gian Galeazzo consegue entrar em Castro pela porta de Santa Maria que os habitantes utilizavam para se reabastecerem de água.
Quando, em 31 de outubro de 1537, a cidade passa para as mãos dos Farnésio, Castro acrescenta às suas armas os símbolos dessa família compostos por um leão rompante, de três flores de lis azuis e da divisa “Castrum Civitas Fidelis”. O saque de Gian Galeazzo Farnésio, que obrigou muitos habitantes a fugir, reduz a cidade a uma pequena vila pobre e são os Farnésio, ajudados por Antonio da Sangallo, o Jovem, que reconstroem completamente Castro, adicionando fortificações, palácios, estradas, casas, tornando-a num enorme estaleiro que, pouco a pouco, se transforma numa esplêndida cidade renascentista. Os Farnésio introduzem também a sua própria moeda.

### A cidade de Castro
Muitos visitantes de Castro, entre os quais o historiador e homem de letras Annibale Caro, ficam sensibilizados pela beleza da cidade deixando descrições detalhadas. A cidade situa-se no cimo de uma colina sendo necessário atravessar uma ponte de dois arcos para aceder à cidade. O seu coração é ocupado pela Piazza Maggiore onde, para além do fontanário no seu centro, encontra-se também o palácio da moeda e a "hostaria" (chamada pelos habitantes, Palazzo del Duca in Piazza) cuja função é albergar os hóspedes do duque. Na praça e nas ruas circundantes encontram-se também os palácios dos cidadãos mais importantes. Os planos do palácio ducal, realizado por Giuliano da Sangallo e conservado em Florença, mostram um palácio de estilo meia-fortaleza seiscentista e meio-palácio de luxo setecentista. Castro dispõe de estradas e palácios de tijolos o que é particularmente raro no século XVI.
Castro dispunha de treze igrejas de acordo com documentos da cúria, sendo a sede da diocese a catedral de S. Savino, protector da cidade, celebrado dia 3 de maio. A catedral é em estilo românico e foi consagrada em 29 de abril de 1286 como indica uma placa colocada na fachada da catedral, que regista a consagração pelo bispo de Castro, São Bernardo da Bagnoregio e por doze outros prelados. À proximidade du mur d'enceinte, encontra-se a igreja medieval de São Pancrácio construída pelos habitantes de Vulcos após a destruição da sua cidade pelos sarracenos, o que os obrigou a instalar-se em Castro. As outras igrejas são a igreja de la Madonna della Viola (residência do bispo antes da construção da catedral), San Bernado Abate, Santa Lucia, San Sabastiano, La Madonna del Camine (construída por um militar em cumprimento de um voto); fora da cidade e próxima do cemitério, Santa Maria dei Servi. A igreja de San Giovanni está associada ao hospital administrado pela dita confraria, da qual um dos seus membros laicos, Luciani Silvestri, realizou, por sua conta, um hospício para viúvas e órfãos. Na localidade de Prato Cotone, próxima da confluência do Olpeta no Flora, é edificado, de acordo com os planos de Sangallo, a igreja e o mosteiro franciscano, ordem que veio para Castro a convite do duque.
Sangallo concebeu as muralhas defensivas da cidade cuja entrada principal, denominada porta Lamberta, em forma de arco do triunfo, mostra os episódios mais gloriosos da família Farnésio.
Castro dispõe de um poço idêntico ao de San Patrizio em Orvieto, dito "poço de Santa Lucia" dada a proximidade da igreja do mesmo nome, e que substitui  a fonte de abastecimento da porta Santa Maria, principal entrada em Castro.

## Lista dos duques de Castro

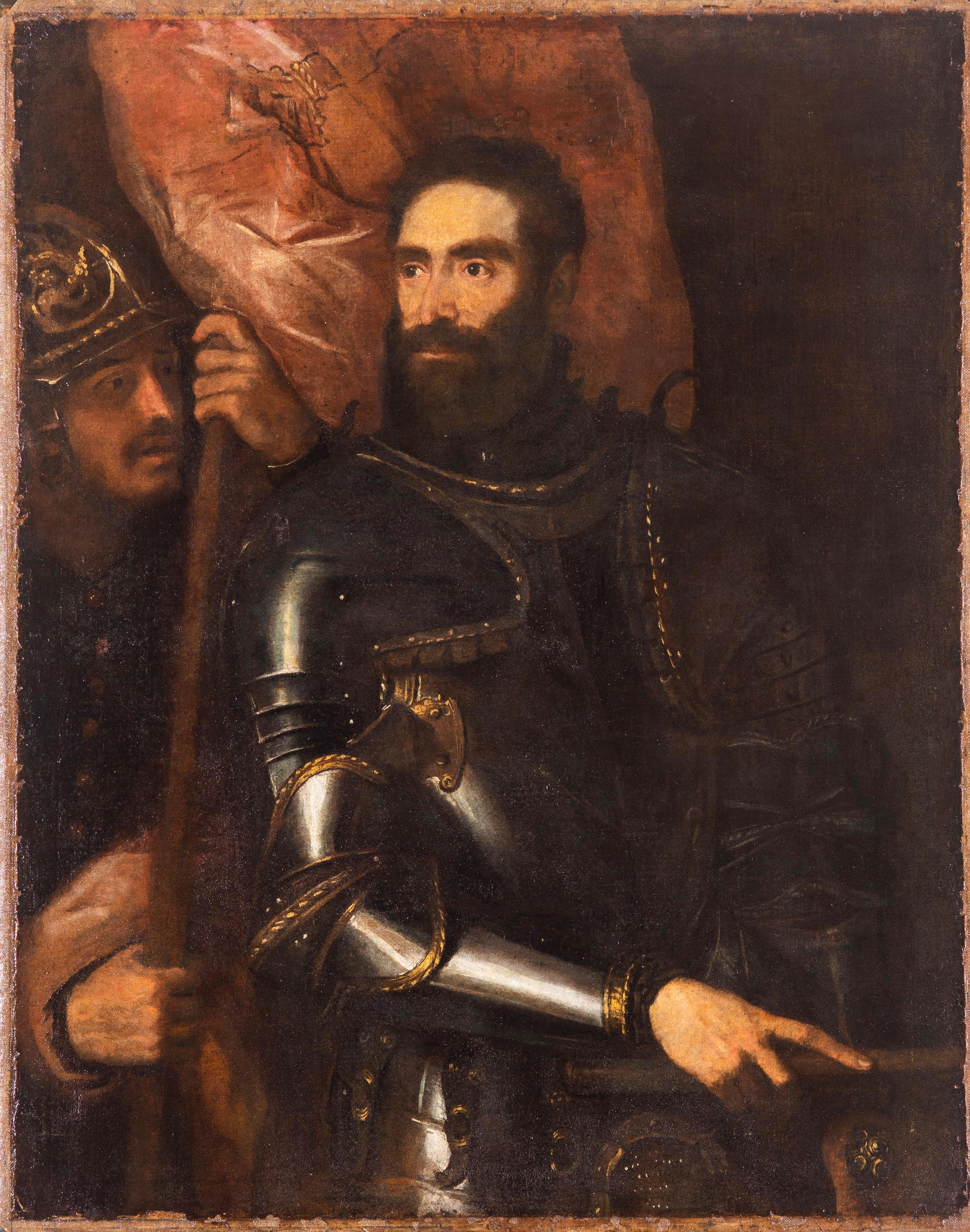
Pedro Luís Farnésio
Por Ticiano (c. 1546)
Museu de Capodimonte, Nápoles

1. Pedro Luís Farnésio (Pier Luigi Farnese), filho do Papa Paulo III – duque de 1537 a 1545;
2. Octávio Farnésio (Ottavio Farnese), filho primogénito do anterior – duque de 1545 a 1547 e de 1553 a 1586
3. Horácio Farnésio (Orazio Farnese), irmão mais novo do anterior – duque de 1547 a 1553
4. Alexandre Farnésio (Alessandro Farnese), filho primogénito de Octávio – duque de 1586 a 1592
5. Rainúncio I (Ranuccio I Farnese), filho primogénito de Alexandre e da infanta Maria de Portugal – duque de 1592-1622 (candidato ao trono de Portugal em 1580)
6. Eduardo I (Odoardo I Farnese), filho primogénito de Rainúncio I – duque de 1622 a 1646
7. Rainúncio II (Ranuccio II Farnese), filho primogénito de Eduardo I – duque de 1646 a 1649

## O declínio do ducado
Após a criação do ducado de Parma e Placência em 1545, os Farnésio partilham a sua actividade, durante uma dezena de anos, entre o primeiro e o novo ducado.
Ao tornar-se duque de Parma, Pedro Luís cede Castro a seu filho Octávio Farnésio e, por sua vez, após a trágica morte de Pedro Luís,  Castro passa para seu irmão mais novo, Horácio Farnésio. Horácio morre sem descendência, pelo que o ducado de Castro volta a Octávio.
Com a morte de Octávio, o ducado passa a seu filho Alexandre Farnésio que nunca visita o seu estado uma vez vive no norte da Europa, assumindo periodicamente o cargo de governador dos Países Baixos espanhóis.
O declínio do ducado inicia-se com Ranúncio I Farnésio, filho de Alexandre, que herda uma situação financeira catastrófica.
O seu sucessor, Eduardo I Farnésio não procura sanar a situação, pelo contrário, declara a guerra à Espanha sem sequer advertir o papa Urbano VIII que consegue, entretanto, regularizar a crise através dos canais diplomáticos. Estas más escolhas políticas enfraquecem ainda mais a sua posição financeira, pelo que hipoteca o ducado e obtém um empréstimo de Urbano VIII.
A importância estratégica dos territórios do ducado que se encontram muito próximos aos Estados Pontifícios fazem com que o papa acentue a pressão sobre os Farnésio incapazes de honrar as suas dívidas.

## Guerras de Castro

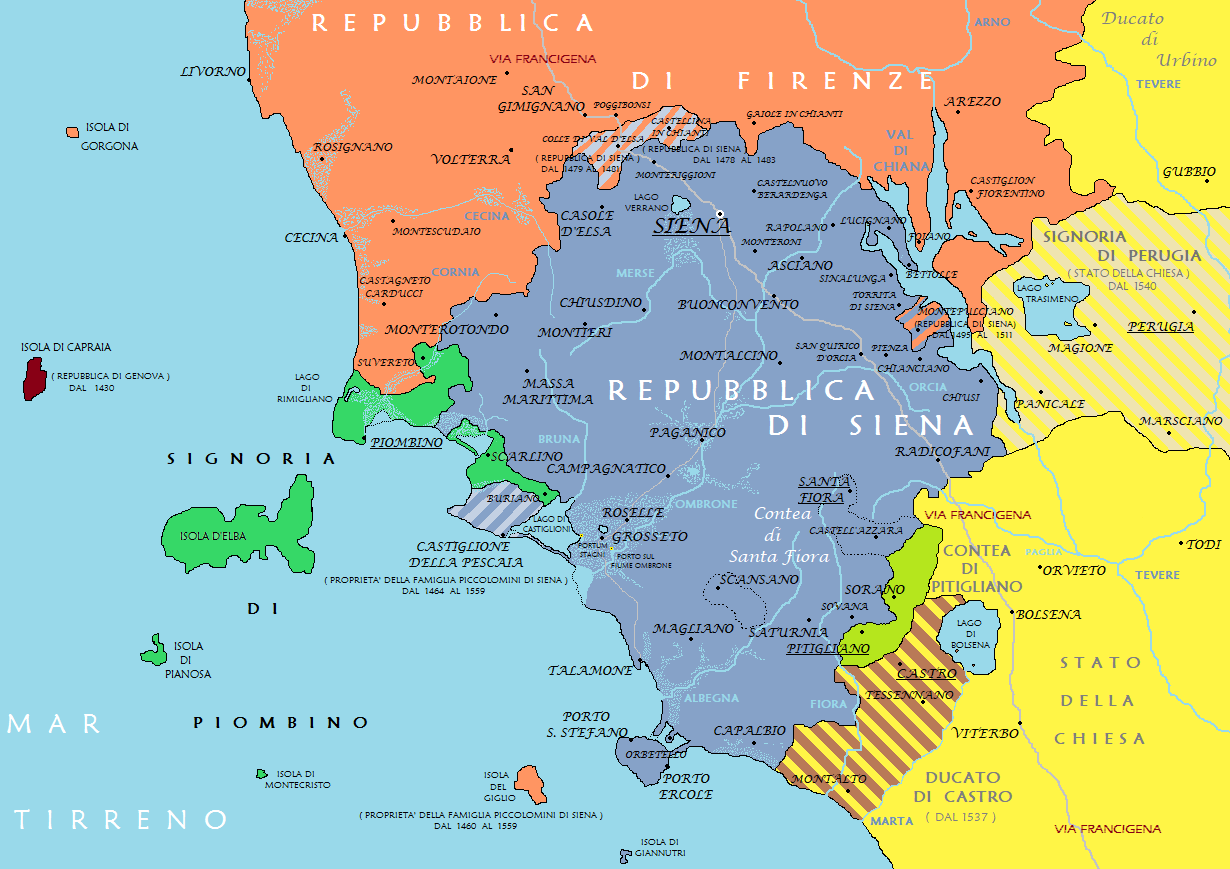
Mapa da Itália Central, estando o Ducado de Castro assinalado a tracejado castanho sobre fundo amarelo (canto inferior direito)

### A primeira guerra de Castro
As causas longínquas da primeira guerra de Castro encontram-se na política expansionista da família Barberini que encontram, no seu caminho, Eduardo Farnésio. Usando como pretexto a posição do ducado Castro, criado em parte em territórios do património de São Pedro, Urbano VIII, de seu nome Maffeo Barberini, de conivência com os seus dois sobrinhos, os cardeais Francesco Barberini e Antonio Barberini, decide subtrair aos Farnésio os privilégios e as possessões que a família dispunha já há muitos séculos. Após terem tentado a compra do ducado, os dois irmãos procuram outros meios para colocar em dificuldade Eduardo.
Em 1639, os banqueiros Siri e Sacchetti e o prefeito de Roma Taddeo Barberini, sobrinho do papa, denunciam os lucros os lucros obtidos pelo ducado de  Castro, batendo-se pela redução do preço dos cereais e negam a Eduardo os ganhos acordados o que coloca o duque numa situação delicada: os credores que lhe haviam concedido empréstimos em função de rendas futuras do ducado, reclamam o seu dinheiro.
Dois decretos do camerlengo, o cardeal Antonio Barberini, agravam a situação do duque: primeiro, a interdição de extracção de cereais, privilégio obtido há muito da Santa Sé; depois, a construção duma estrada de Sutri até Roma para absorver o tráfico que anteriormente passava por Ronciglione (1641).
Apesar das tentativas de Eduardo de ultrapassar as suas dificuldades, os Barberini não cedem e até tomam como pretexto a possível falência dos Farnésio para ocupar o ducado e sequestrar os seus bens localizados no Estado Pontifício.
A ocupação do ducado de Castro pelas tropas pontifícias inicia-se em 27 de setembro de 1641. As tropas dos Farnésio reagem, entrando nos Estados da Igreja tomando a cidade de Acquapendente fazendo crer que estaria iminente um novo Saque de Roma. A primeira parte da guerra conclui-se com a negociação dum tratado de paz em Castel Giorgio que prevê a retirada das forças ducais. As negociações malograram-se em 26 de outubro de 1642 e  Eduardo perde o avanço nos territórios pontifícios a favor dos  Barberini que, entretanto, organizaram as suas defesas.
Eduardo tenta reconquistar Castro com expedições militares terrestres e marítimas, o que leva à segunda fase do conflito: é criada uma liga entre Fernando II de Médici, grão-duque da Toscana, a República de Veneza e Francisco I d'Este, duque de Módena, no sentido de limitar as intenções expansionistas dos Barberini, incitando à restituição do ducado ao legítimo proprietário. Os aliados, que até então apenas haviam apoiado moralmente Eduardo, entram em guerra no início de 1643 e, após uma grave derrota das tropas pontifícias na batalha de Lagoscuro, a primeira guerra de Castro termina com o tratado de Ferrara de 31 de março de 1644 que, graças à ajuda diplomática francesa, restituiu o ducado aos Farnésio e os reconcilia com a Santa-Sé. O acordo é selado, no ano seguinte, com a elevação do irmão de Eduardo, Francisco Farnésio, à dignidade cardinalícia.

### A segunda guerra de Castro
Com a morte de Eduardo (1646), o seu filho primogénito de 16 anos Rainúncio II Farnésio,  herda, para além de elevadas dívidas, as consequências de uma guerra acabada de terminar. Enquanto decorrem as negociações entre o ducado e o papado para a nomeação do novo bispo, o papa Urbano VIII morre. Sucede-lhe Giovanni Antonio Facchinetti, que toma o nome de Inocêncio X (1644-1655), pertencente a uma família que concedera elevados créditos aos Farnésio.
Em 17 de abril de 1648, o papa, sem consultar  Rainúncio, nomeia bispo de Castro monsenhor Cristoforo Giarda. Rainúncio proíbe-lhe a entrada até se concluir o acordo com Roma. Passa-se um ano sem que a seja possível desbloquear a situação pelo que o papa ordena que o bispo tome posse da sua diocese. Em 18 de março de 1649, na estrada de Roma para Castro, próximo de Monterosi, ele é vítima duma cilada. Inocêncio X atribui imediatamente a responsabilidade da cilada a Rainúncio e ordena ao governador de Viterbo, Giulio Spinola, de instruir um processo para estabelecer a responsabilidade do homicídio, que culmina com a decisão de atacar o ducado.
Pelas manobras da família Barberini e de Olimpia Maidalchini, muito influente na política romana do tempo, Inocêncio X declara guerra aos Farnésio. Nesse Verão, as tropas ducais são batidas na Toscana, Castro é cercada, capitulando em 2 de setembro de 1649. O coronel Sansone Asinelli, em nome do duque que entretanto se retirara para Parma, assina a capitulação.
Oito meses depois, o papa ordenou a destruição total e todos os edifícios são completamente arrasados incluindo a principal igreja. O duque Ranuccio, na impossibilidade de regularizar as suas dívidas, aceitou a perda do ducado.

## A destruição
A sede do bispado é transferida para Acquapendente.
Os tesouros artísticos são cedidos a famílias nobres romanas, sendo conhecido o destino de alguns: os sinos da catedral encontram-se hoje na igreja de Sant'Agnese, em Roma, o simulacro de Maria Imaculada que se encontravam na catedral é deslocado para uma igreja de Acquapendente.
No início de 1985, o historiador Romualdo Luzi publicou na revista  Barnabiti Studi o texto inédito «Giornale» dell'Assedio, presa e demolizione di Castro (1649) dopo l'assassinio del Vescovo barnabita Mons. Cristoforo Giarda.
O manuscrito completado por informações preciosas e inéditas, presta informações raras relativas a esse terrível ano para a marema lacial. A crónica, que se inicia em 1 de junho e termina em 3 de dezembro, dá conta dos detalhes da demolição e do transporte da artilharia e de "outras munições" para Civitavecchia .

## "Qui fu Castro"
No memorando enviado por l'Em. Card. Barberini à la Sainteté de N.S. Pape Innocent X, faz-se menção duma inscrição: "foi dessiminado sal e edificada uma pirâmide com a seguinte menção «Aqui foi Castro»".
Na verdade, nunca se encontrou rasto desse memorial.

## O milagre de Castro
Em 1649, quando os soldados pontifícios destruíam activamente Castro, dois operários contaram que, na tentativa de  destruir uma pequena capela no lado oeste da cidade, os seus braços foram paralisados por uma força misteriosa. Nessa capela estava pintado Jesus Cristo na cruz, a Virgem e Santo António. Os operários que não conseguiram demolir com as picaretas, tentaram depois com pólvora mas uma força misteriosa teria impedido a destruição da capela. Acreditou-se que seria um milagre e, durante meses, os habitantes de Castro dirigiram-se à capela para rezar e relembrar o amargo destino da sua cidade. Em 1655, o cardeal Spinosa ordenou a deslocação das pinturas para a sua residência romana. Na manhã seguinte, as pinturas encontravam-se, de novo, na capela. A Igreja reconheceu como miraculosos os factos de Castro e, em 1871, um santuário foi ali construído.[carece de fontes?]

## Tentativas de recuperação e anexação ao Papado
Graças à ajuda do rei de Espanha e do grão-duque da Toscana, por uma acta redigida em 19 de dezembro de 1649, Rainúncio, reconheceu a impossibilidade de pagar as dívidas da família, cedendo os bens e direitos sobre o ducado à Câmara Apostólica pelo montante 1.629.750 de Escudos. Por esse documento, a Câmara Apostólica endossa todas as dívidas dos Farnésio e concede ao duque a faculdade de reaquisição do património caso reembolsasse o montante numa só vez num limite de tempo de oito anos. O Palácio Farnésio em Roma e a Villa Farnésio em Caprarola são excluídos desse acordo.
No termo dos oito anos, Rainúncio não consegue reunir a soma necessária pelo que Alexandre VII pela bula de 24 de janeiro de 1660 declara o ducado De non infeudandis, ou seja, definitivamente reunido à Santa-Sé.
Graças à ajuda do rei de França Luís XIV, em 1664, uma prorrogação com a duração de oito anos foi de novo promulgada com a possibilidade de realizar o pagamento em duas vezes mas, tendo em conta a situação económica pouco desafogada da Casa de Farnésio, essa prorrogação verificou-se infrutífera.
O território do pequeno estado foi, então, definitivamente incorporado na província pontifícia do património de São Pedro.